# Eidgenössische Hochschule für Sport Magglingen
Die Eidgenössische Hochschule für Sport Magglingen EHSM befasst sich als einzige Schweizer Hochschule ausschliesslich mit Lehre, Forschung und Entwicklung sowie Dienstleistung im Bereich Sport. Sie ist Teil des Bundesamts für Sport BASPO und gleichzeitig der Berner Fachhochschule BFH angegliedert. Sämtliche Tätigkeiten der EHSM sind darauf ausgerichtet, einen Beitrag zur Förderung des Schweizer Sports zu leisten. Das Sportförderungsgesetz SpoFög (2011) und die Sportförderungsverordnung SpoFöv (2012) bilden die rechtliche Grundlage dafür.

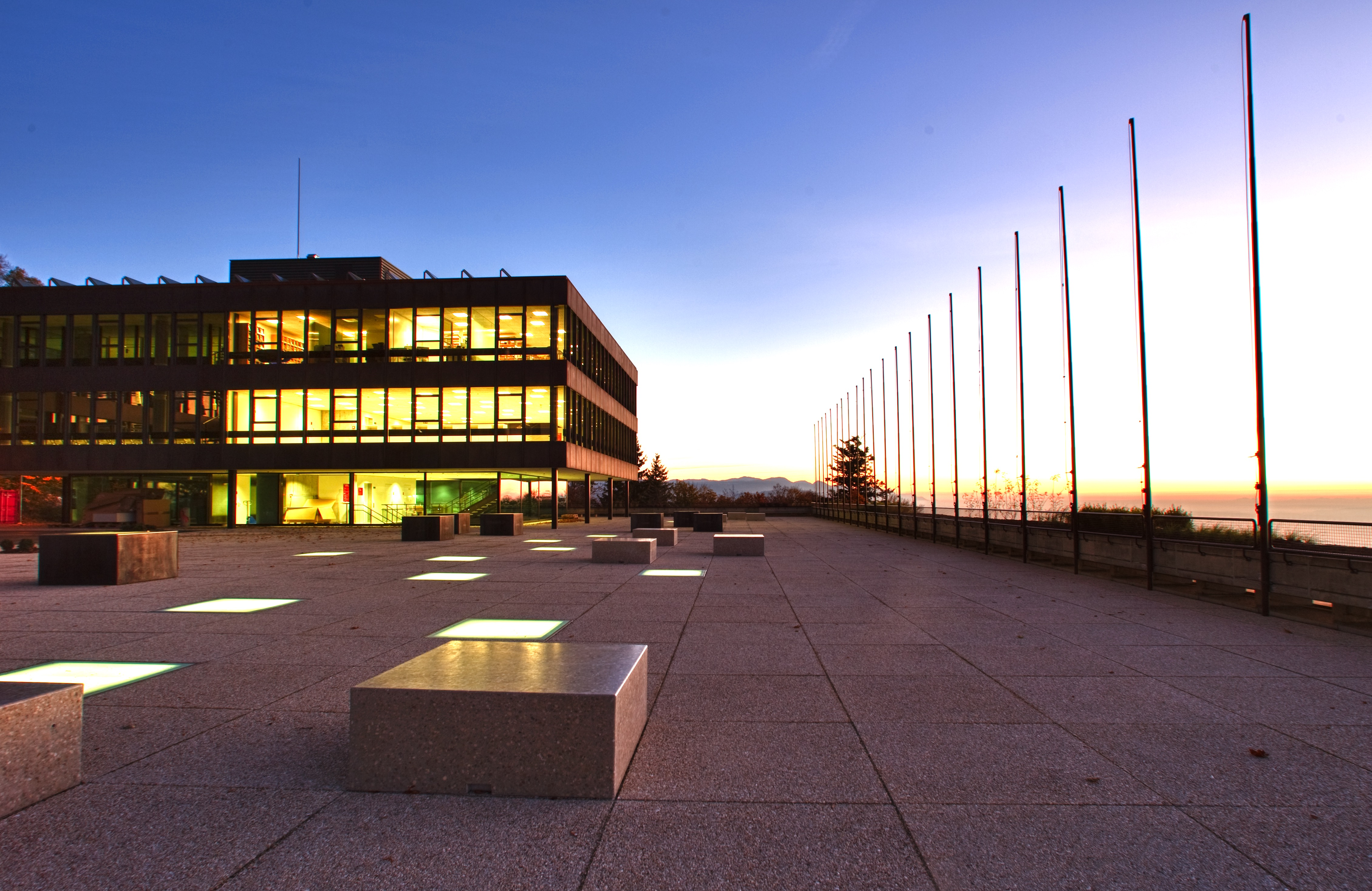
Das Hauptgebäude der Eidgenössischen Hochschule für Sport Magglingen

## Lehre
Die EHSM bietet sportwissenschaftliche und anwendungsorientierte Aus- und Weiterbildungen an. Die Bachelor- und Masterstudiengänge bereiten auf Tätigkeiten im Rahmen des Leistungssports, Aktivitäten im Freizeitbereich, im Vereinssport, in Sporteventorganisationen usw., eine Lehrtätigkeit in der Schule oder auch akademische Laufbahnen vor.
Studierende anderer Hochschulen der Schweiz können Ausbildungsmodule der EHSM besuchen («Magglinger Hochschulwochen»).
Die Weiterbildungen der EHSM, die zum Teil gemeinsam mit Partnern angeboten werden, ermöglichen die fachliche Vertiefung oder Zusatzqualifikation in verschiedenen sportwissenschaftlichen Fachbereichen. Angeboten werden CAS-, DAS- und MAS-Lehrgänge sowie ein- bis mehrtägige Kurse.
Seit über 40 Jahren werden in Magglingen Trainer im Leistungssport aus- und weitergebildet. Die EHSM bietet über die Trainerbildung Schweiz in Zusammenarbeit mit Swiss Olympic und dem Berufsverband der Trainer im Leistungs- und Spitzensport Ausbildungen zu anerkannten Berufsabschlüssen (Trainerin und Trainer Leistungssport mit eidgenössischem Fachausweis, diplomierte Trainerin und diplomierter Trainer Spitzensport) an. 
Die Angebote im Überblick:
- Bachelor in Sports
- Master Spitzensport
- Master Sportwissenschaften
- CAS Sportanlagen
- CAS/DAS/MAS Sportmanagement
- eLearning Sportmanagement
- Magglinger Hochschulwochen

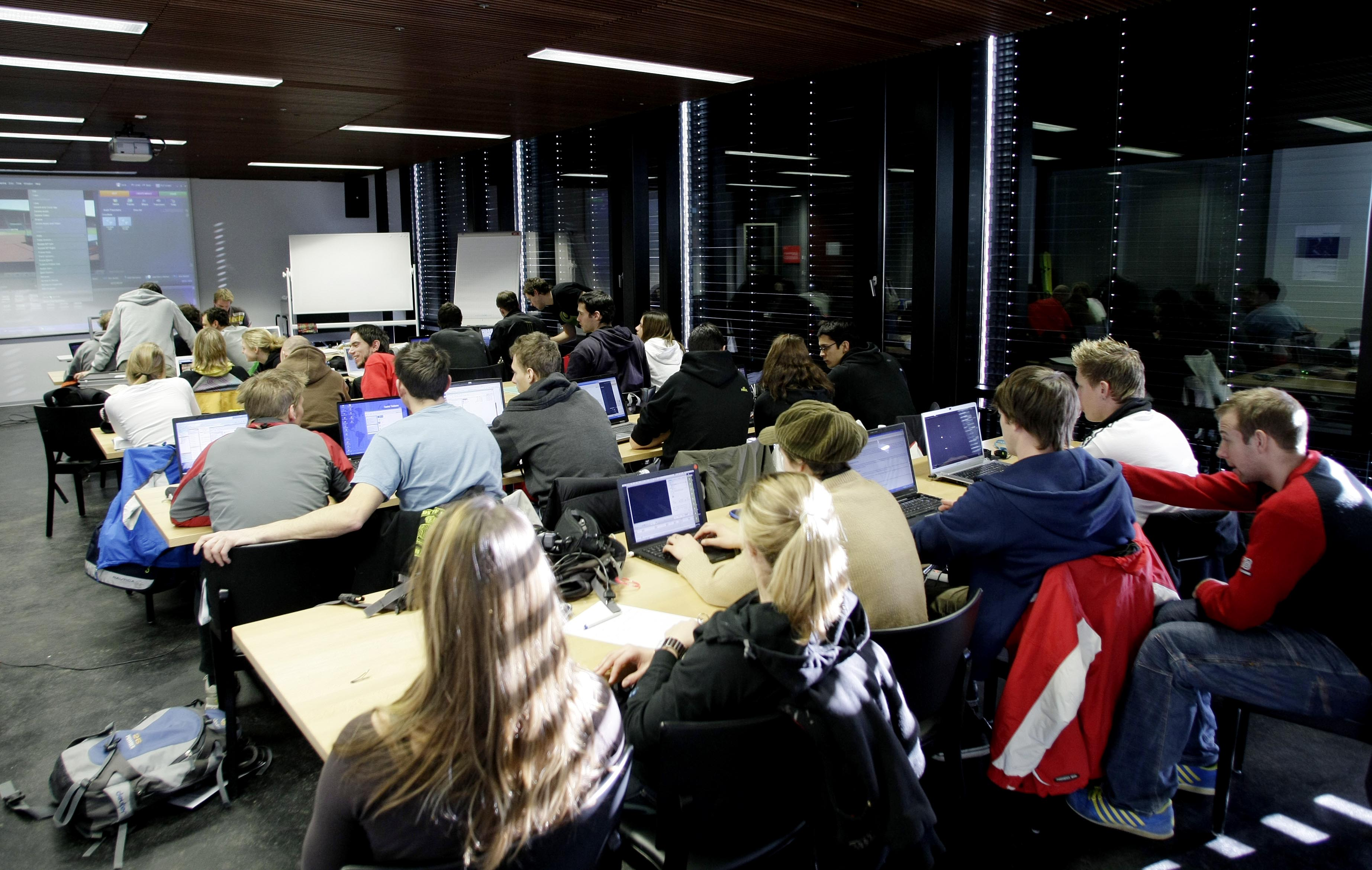
Studierende im Unterricht

- Weiterbildung Berufsfachschulsport
- Trainerbildung Schweiz

## Forschung und Entwicklung

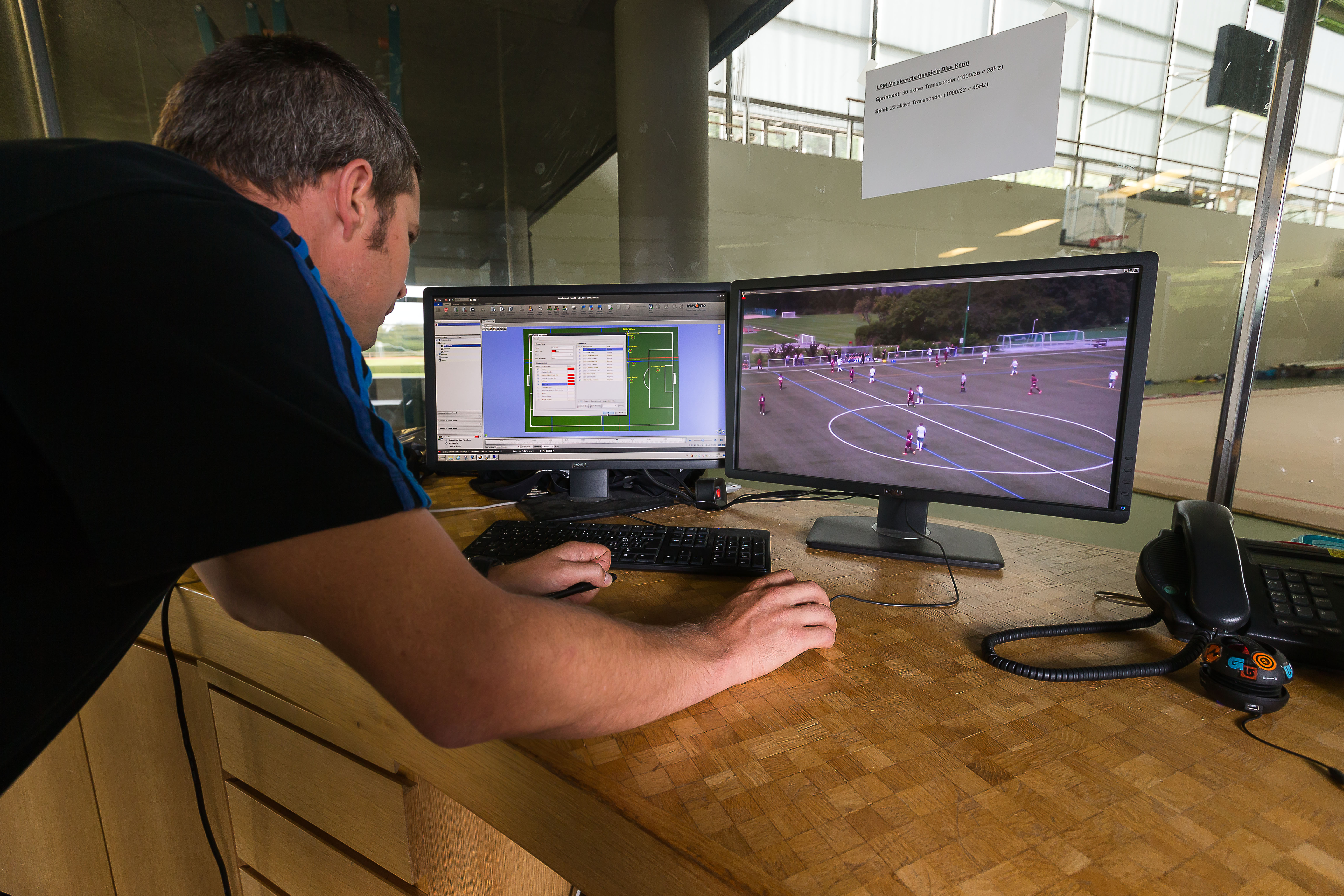
Die Erfassung und Analyse von Daten

Es wird Forschung und Entwicklung im Interesse von Sportverbänden, den Kantonen und dem Bund betrieben. Die enge Zusammenarbeit mit diesen Anspruchsgruppen hat bedeutende Vorteile: Die Forschungs- und Entwicklungsanliegen basieren auf Anliegen aus der Praxis, sind also per se anwendungsorientiert.
Zur angewandten Forschung und Entwicklung auf dem Gebiet der Sportwissenschaft gehören beispielsweise das Erfassen, Analysieren und Optimieren des Sport- und Bewegungsverhaltens. Zum Einsatz kommen unter anderem Sensorsysteme, elektronische Trainingstagebücher oder selber entwickelte Tests. Weitere Beispiele für Themen im Bereich Forschung und Entwicklung sind Analysen in der Ökonomisierung des Spitzensports oder die Entwicklung von Instrumenten zur Ausbildung von Sportlehrpersonen und zur Qualitätsentwicklung des Sportunterrichts an Schulen.
Forschungs- und Entwicklungsprojekte werden in nationalen und internationalen Kooperationen durchgeführt.

## Dienstleistungen

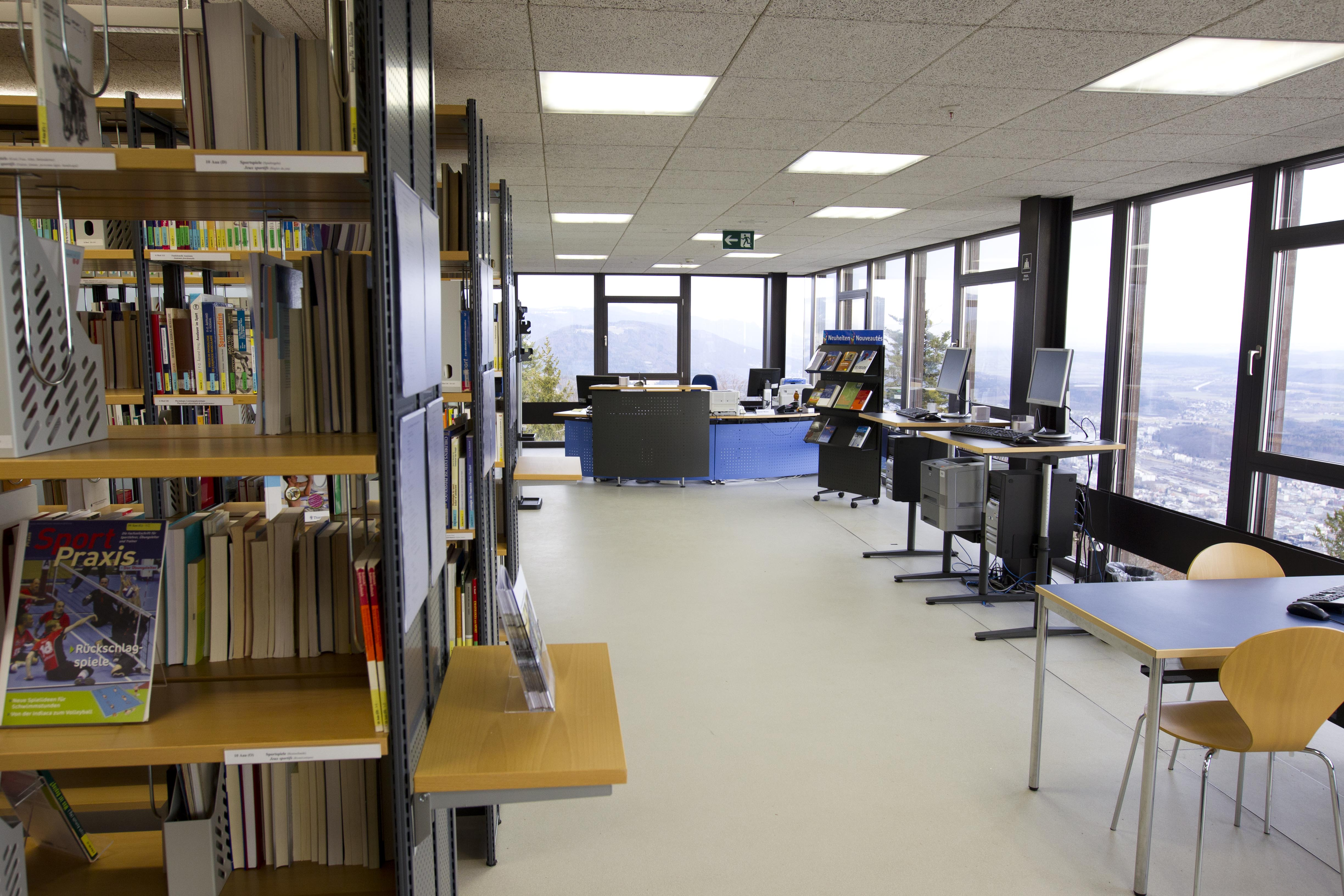
Die Mediathek an der Eidgenössischen Hochschule für Sport Magglingen

Die sportwissenschaftlichen Dienstleistungen  entsprechen dem neuesten Erkenntnisstand und sind auf die Bedürfnisse der Anspruchsgruppen abgestimmt. Dabei werden nicht nur die Bedürfnisse von Sportlerinnen und Sportlern im Rahmen von Tests, Messungen o. Ä. abgedeckt, sondern auch Dienstleistungen für gesellschaftliche Themen erbracht. Als Beispiele können die Anfertigung von wissenschaftlichen Gutachten zur pädagogischen Grundlegung von Schulsport und Kinder- und Jugendsport oder die Beratung von öffentlichen und privaten Bauherren und Planern im Bereich Sportanlagenbau genannt werden. 
Die EHSM betreibt die grösste Sportmediathek der Schweiz. Den Studierenden der EHSM und dem interessierten Publikum stehen über 46'000 Titel (Bücher, Zeitschriftenartikel und Multimedia-Produkte in allen Wissensgebieten des Sports) in Deutsch, Französisch, Italienisch und Englisch zur Verfügung.

## Geschichte
Am 3. März 1944 ermächtigte der Schweizerische Bundesrat das Eidgenössische Militärdepartement EMD, eine Turn- und Sportschule mit Sitz in Magglingen einzurichten. Der damalige Entscheid zugunsten des «Standorts Magglingen» war der Anfang einer für die Schweizer Sportbewegung wegweisenden Entwicklung. Die rechtliche Verankerung der Turn- und Sportschule ETS erfolgte 1947, die Verfügung vom 20. Januar 1948 regelte die Aufgaben und Organisation für die Eidgenössische Turn- und Sportschule in Magglingen, welche bis 1972 die rechtliche Grundlage für die zahlreichen Aufgaben darstellte, welche die ETS im Auftrag des Bundes wahrzunehmen hatte. Genannt werden die Aufgaben Ausbildung, Forschung und Beratung, Publikations- und Filmdienst sowie Verwaltung. 

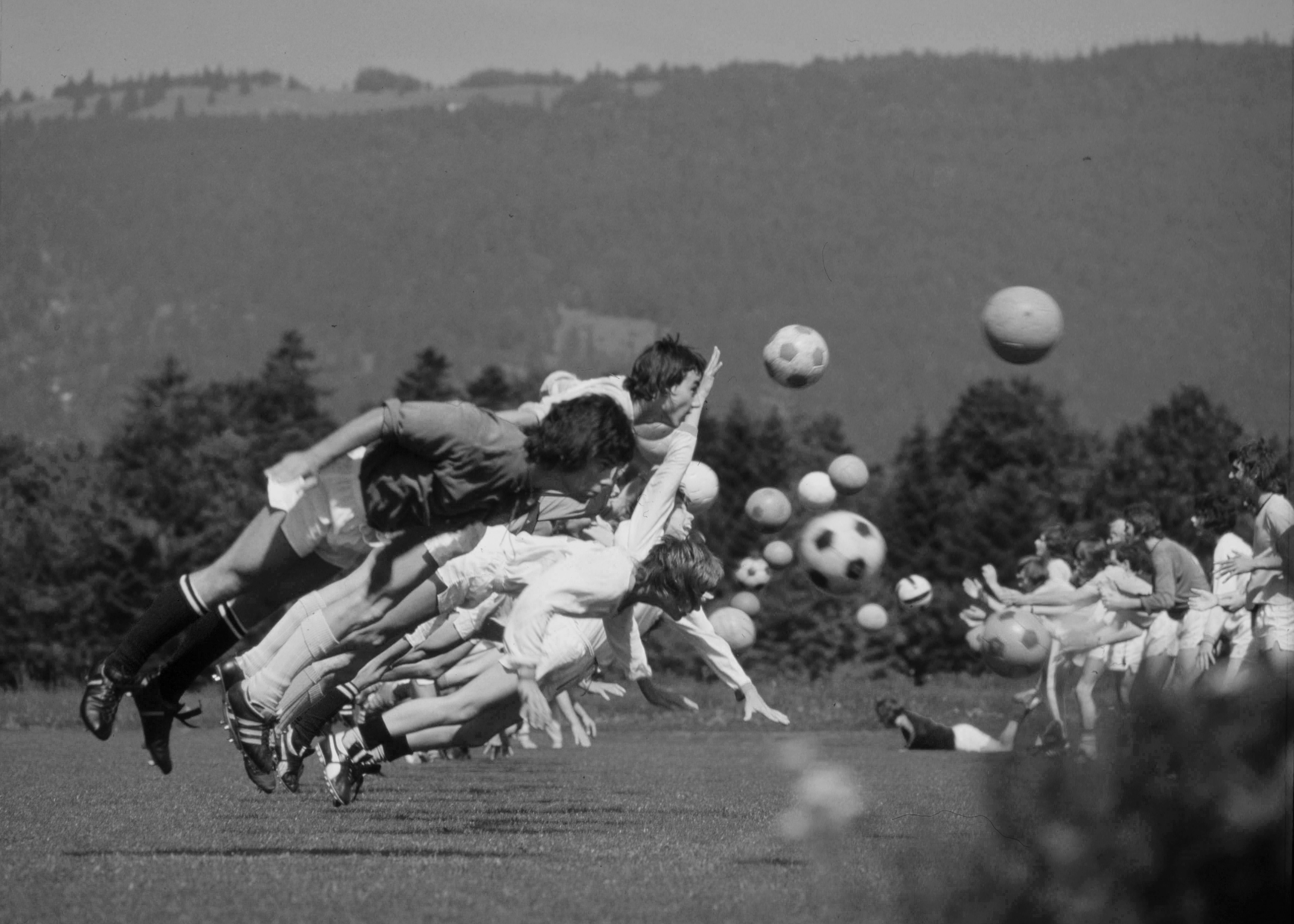
Fussball in den 70er-Jahren

Schon in den Anfangsjahren plante man die Schaffung einer Forschungsstelle, aber erst 1966 wurde ein spezielles Forschungsinstitut geschaffen.
1989 wurde die ETS in Eidgenössische Sportschule Magglingen ESSM umbenannt. Die immer grössere gesellschaftliche und somit politische Bedeutung des Sports führte schliesslich im Jahre 1999 zur Umorganisation der Sportschule zum Bundesamt für Sport BASPO. Schon damals wurde eine enge Verknüpfung mit der Berner Fachhochschule BFH geschaffen.
2005 entstand die EHSM durch die Fusion von ESSM und dem Forschungsinstitut SWI. 2010 wurde der Bereich Jugend und Sport J+S aus der EHSM ausgegliedert und zu einer eigenen Abteilung innerhalb des BASPO. Die Herauslösung des sportpolitischen Sportförderungsinstruments J+S schuf die notwendigen Grundlagen für die EHSM, um sich eine eigene Identität als Hochschule zu erarbeiten.